# Clariallabes mutsindoziensis
Clariallabes mutsindoziensis är en fiskart som beskrevs av Louis Taverne och De Vos, 1998. Clariallabes mutsindoziensis ingår i släktet Clariallabes och familjen Clariidae. IUCN kategoriserar arten globalt som starkt hotad. Inga underarter finns listade i Catalogue of Life.